# Harro Korn
Harro Korn (* 2. August 1955 in Nordhausen) ist ein deutscher Schauspieler.

## Leben
Harro Korn wuchs zunächst in seiner Geburtsstadt, ab 1962 in Berlin auf. Nach Schul- und Armeezeit absolvierte er ein 2-jähriges Volontariat beim Fernsehen der DDR. Von 1978 bis 1981 studierte Korn an der Staatlichen Schauspielschule Berlin und ging im Abschlussjahr in sein erstes Festengagement an das Theater Greifswald, dem er bis 1994 angehörte. Nach einer Zwischenstation am Nordharzer Städtebundtheater arbeitete Korn von 1995 bis 1999 am Landestheater Coburg und wechselte anschließend an das Stadttheater Pforzheim. Seit 2002 ist er freischaffend tätig und gastierte unter anderem am Staatstheater Nürnberg, am Theater Lüneburg, am Theater Hagen und am Stadttheater Kempten. In den Jahren 2004 bis 2008 trat er regelmäßig bei den Burgfestspielen Jagsthausen auf.
Neben zahlreichen Titel- und Hauptrollen im Sprechtheater, steht Harro Korn auch immer wieder als Musicaldarsteller und mit Soloprogrammen auf der Bühne. Er lebt zurzeit in Wackerow bei Greifswald.

## Theaterrollen (Auswahl)

### Landestheater Coburg
- Selim Bassa in Die Entführung aus dem Serail von Wolfgang Amadeus Mozart
- Conferencier in Cabaret von John Kander, Fred Ebb und Joe Masteroff
- McMurphy in Einer flog über das Kuckucksnest von Dale Wasserman
- Der Kontrabaß (Monolog) von Patrick Süskind (auch Regie)
- Der Vater in Sechs Personen suchen einen Autor von Luigi Pirandello
- Hjalmar Ekdal in Die Wildente von Henrik Ibsen
- Galileo Galilei in Leben des Galilei von Bertolt Brecht

### Theater Pforzheim
- Theaterdirektor Striese in Der Raub der Sabinerinnen von Franz und Paul von Schönthan
- Puntila in Herr Puntila und sein Knecht Matti von Bertolt Brecht
- Saladin in Nathan der Weise von Gotthold Ephraim Lessing
- Alfred P. Doolittle in My Fair Lady von Frederick Loewe und Alan Jay Lerner
- Lt. Schrank in West Side Story von Leonard Bernstein
- Prospero in Der Sturm von William Shakespeare

### Theater Lüneburg
- Der Fremde in Die Frau vom Meer von Henrik Ibsen
- Burleigh in  Maria Stuart von Friedrich Schiller
- General Harras in Des Teufels General von Carl Zuckmayer
- Der Wirt in Der Theatermacher von Thomas Bernhard
- Antonio Salieri in Amadeus von Peter Shaffer
- Pastor Manders in Gespenster von Henrik Ibsen
- Gerichtsrat Brack in Hedda Gabler von Henrik Ibsen
- Alfred Ill in Der Besuch der alten Dame von Friedrich Dürrenmatt
- Fürst Populescu in Gräfin Mariza von Emmerich Kálmán
- Philipp II. in Don Karlos von Friedrich Schiller

### Burgfestspiele Jagsthausen
- Sosias in Amphitryon von Heinrich von Kleist
- Oderbruch in Des Teufels General von Carl Zuckmayer
- König Claudius in Hamlet von William Shakespeare
- Dr. Einstein in Arsen und Spitzenhäubchen von Joseph Kesselring
- Friedrich Hoprecht und Zuchthausdirektor in Der Hauptmann von Köpenick von Carl Zuckmayer

## Filmografie
- 1984: Polizeiruf 110 – Freunde
- 2015: Härte

## Auszeichnungen
- 1997: Publikumspreis anlässlich der 15. Bayerischen Theatertage für Einer flog über das Kuckucksnest
- 1999: Coburger Theaterpreis